# Hasealtarm bei Wester
Koordinaten: 52° 38′ 39″ N, 7° 27′ 51″ O
Der Hasealtarm bei Wester ist ein ehemaliges Naturschutzgebiet in der niedersächsischen Stadt Haselünne im Landkreis Emsland.
Das Naturschutzgebiet mit dem Kennzeichen NSG WE 027 war 2,6 Hektar groß. Es war Bestandteil des FFH-Gebietes „Untere Haseniederung“. Das Gebiet stand seit dem 18. Dezember 1937 unter Naturschutz. Zum 1. Juli 2017 ist es im neu ausgewiesenen Naturschutzgebiet „Natura 2000–Naturschutzgebiet in der unteren Haseniederung“ aufgegangen. Zuständige untere Naturschutzbehörde war der Landkreis Emsland.
Das ehemalige Naturschutzgebiet stellt einen Altarm der Hase mit seinen Uferbereichen und angrenzende Verlandungsflächen unter Schutz. Das südliche Ufer des Altarms weist einen typischen Prallhang auf.